# Only (песня Nine Inch Nails)
«Only» (в пер. с англ. Только) — сингл американской индастриал-группы Nine Inch Nails.

## Видео
В клипе показан стол с ноутбуком (A 17" Mac PowerBook), колонками, чашкой кофе, чашей с яблоками, колыбелью Ньютона и игольчатым экраном, который оживает и двигается в такт песне.
Первый кадр — это рука, нажимающая клавишу «пробел» на ноутбуке, которая запускает музыкальную программу (iTunes с включённым Visualizer). Колыбель Ньютона начинает колебаться в такт, в чашке кофе появляется рябь. Резнор появляется в игольчатом экране. С началом второго куплета вибрации становятся всё интенсивнее, а колебания шаров сильнее. Резнор, кажется, пытается вырваться из экрана. Кульминационный момент клипа — яблоко сверху чаши слегка скатывается, после чего образ Резнора уходит и обстановка замирает.
Видео на песню снял режиссёр Дэвид Финчер. Оно почти полностью создавалось с использованием компьютерной графики компании Digital Domain. Трента Резнора сняли на фоне зелёного экрана, после чего изображение перенесли на игольчатый экран. Единственные кадры с натуральным движением — это рука Дэвида Финчера в начале и скатывающееся яблоко в конце видео.

## Релизы
Песню Only можно услышать/увидеть на следующих релизах:
- With Teeth
- Only — сингл
- Every Day Is Exactly the Same
- Beside You In Time

## Список композиций
Promo
- Interscope Records INTR-11468-2 — CD

1. «Only» [(Radio Edit)] — 4:01"

UK single
1. «Only» — 4:24
2. «The Hand That Feeds» (The DFA Remix) — 9:01
3. «Love is Not Enough» (Live at Rehearsals) — 3:50
4. «Only» (music video) — 4:27

UK single/DVD
1. «Only» — 4:24
2. «Love is Not Enough» (Live at Rehearsals) — 3:50
3. «Only» (music video) — 4:27

UK 9" vinyl
1. «Only» — 4:24
2. «The Hand That Feeds» (The DFA Remix) — 9:01

9" vinyl and promo CD
- Interscope Records B0005465-11 — 12" vinyl with remixes

1. «Only» [Richard X Remix] — 7:24
2. «Only» [El-P Remix] — 4:21
3. «Only» [Richard X Dub] — 7:51
4. «Only» [Richard X Edit] — 3:46
5. «Only» [El-P Instrumental] — 4:21

## Ремиксы
- «Only» [Richard X Remix] — 7:24
- «Only» [El-P Remix] — 4:21
- «Only» [Richard X Dub] — 7:51
- «Only» [Richard X Edit] — 3:46
- «Only» [El-P Instrumental] — 4:21

## Down In It
Песни «Only» и «Down In It»(1989 года) содержат схожие строки:
«Down in It»:
Just then a tiny little dot caught my eye; it was just about too small to see. But I watched it way too long; it was pulling me down.
«Only»:
Well the tiniest little dot caught my eye and it turned out to be a scab and I had this funny feeling like I just knew it’s something bad.

## Награды
Награда за «Выдающиеся визуальные эффекты в музыкальном видео» на четвёртой ежегодной церемонии вручения Visual Effects Society (VES).

## Чарты
| Чарт                                  | Высшая позиция |
| ------------------------------------- | -------------- |
| Austria Singles Chart                 | 87             |
| UK Singles Chart                      | 20             |
| U.S. Billboard Hot Dance Club Play    | 34             |
| U.S. Billboard Hot 100                | 90             |
| U.S. Billboard Modern Rock Tracks     | 1              |
| U.S. Billboard Mainstream Rock Tracks | 22             |